# Pattiswick
Pattiswick is een dorp in het bestuurlijke gebied Braintree in het Engelse graafschap Essex. Het maakt deel van de civil parish Bradwell. Het dorp heeft een kerk, de St. Mary's Church, die anno 2012 dienstdoet als privéwoning.